# Antikroppar mot citrullinerade proteiner

Citrullin.

Arginin.

Antikroppar mot citrullinerade proteiner (ACPA) är autoantikroppar (antikroppar mot en individs egna proteiner) som är riktade mot peptider och proteiner som är citrullinerade. De förekommer hos majoriteten av patienter med reumatoid artrit. Kliniskt används cykliska citrullinerade peptider (CCP) ofta för att detektera dessa antikroppar i patientserum eller plasma (kallas då anti-citrullinerade peptidantikroppar eller anti-CCP).
Under inflammation kan argininaminosyrarester omvandlas enzymatiskt till citrullinrester genom en process som kallas citrullinering. Om deras former förändras avsevärt, kan proteinerna ses som antigener av immunsystemet och därigenom generera ett immunsvar.
ACPA har visat sig vara en betydelsefull biomarkör som gör att diagnosen reumatoid artrit (RA) kan ställas i ett mycket tidigt skede. I juli 2010 infördes 2010 års ACR/EULAR klassificeringskriterier för reumatoid artrit. Dessa nya klassificeringskriterier inkluderar ACPA-testning och åsidosatte de "gamla" ACR-kriterierna från 1987 och är anpassade för tidig RA-diagnos.

## Historia
Förekomsten av autoantikroppar mot citrullinerade proteiner hos patienter med reumatoid artrit beskrevs först i mitten av 1970-talet när den biokemiska grunden för antikroppsreaktivitet mot keratin och filaggrin undersöktes. Efterföljande studier visade att autoantikroppar från RA-patienter reagerar med en rad olika citrullinerade antigener, inklusive fibrinogen, deminerat Epstein-Barr Virus Nuclear Antigen 1 och vimentin,. Flera analyser för att detektera ACPA utvecklades under de följande åren, med användning av muterat citrullinerat Vimentin (MCV-analys), filaggrinhärledda peptider (CCP-analys) och virala citrullinerade peptider (VCP-analys).
En klinisk studie från 2006 visade att antivirala citrullinerade peptider (VCP) antikroppar av IgG- och IgA-isotyperna representerar en särskiljande specifik markör för reumatoid artrit från andra kroniska artriter och sjukdomskontroller, vilket tyder på en oberoende produktion av varje isotyp. Under 2010 har ACPA-testning blivit en betydande del av 2010 års ACR-EULAR-klassificeringskriterier för reumatoid artrit.

## Klinisk signifikans
I en jämförande studie (2007) hade olika detektionskit en sensitivitet mellan 69,6 % och 77,5 % och en specificitet mellan 87,8 % och 96,4 %.  Trots den utmärkta prestandan för dessa immunanalyser, till exempel CCP-analyser, ger de bara en känslighet som är jämförbar med den för reumatoid faktor (RF). Dessutom gav analys av korrelationen mellan anti-CCP-antikroppstiter och RA-sjukdomsaktivitet motstridiga resultat.  Tyvärr uttrycks dessa artificiella antigener inte i den drabbade vävnaden och är därför förmodligen inte direkt involverade i patogenesen av RA.
Nya testsystem som använder ACPA har emellertid utvecklats. Citrullinerat vimentin är ett mycket lovande autoantigen vid RA, och ett lämpligt verktyg för att studera sjukdomen. Vimentin utsöndras och citrullineras av makrofager som svar på apoptos, eller av pro-inflammatoriska cytokiner, såsom tumörnekrosfaktor-alfa (TNF-alfa). Ett nyutvecklat ELISA-system använder genetiskt modifierat citrullinerat vimentin (MCV), en naturligt förekommande isoform av vimentin för att optimera testets prestanda. Anmärkningsvärda är resultaten av en nyligen publicerad studie som högt värderar anti-MCV för att diagnostisera reumatoid artrit hos anti-CCP-negativa patienter. Data från hela världen varierar dock avsevärt. Anti-CCP är också mycket användbart vid tidig diagnos av reumatoid artrit i högriskgrupper, såsom släktingar till RA-patienter, även om Silman och medarbetare fann att överensstämmelsegraden för att utveckla RA var 15,4 % bland identiska (monozygotiska) tvillingar och var 3,6 % bland tvåäggstvillingar.
Med tanke på att ACPA är mer specifika än reumatoid faktor, används de för att särskilja olika orsaker till artrit. Nya analyser kan vara användbara för att övervaka sjukdomsaktivitet och effekter av RA-terapi.
Referensintervallen för blodtester av ACPA är:
| Negativ | Låg/svag positiv | Måttligt positivt | Hög/stark positiv | Enhet |
| < 20    | 20–39            | 40–59             | > 60              | EI    |

Anti-CCP är en del av 2010 års ACR/EULAR klassificeringskriterier för reumatoid artrit. Anti-CCP-positivitet är också en bra prognostisk markör för framtida röntgenskada, och möjligen en markör för B-cellsterapisvar inklusive rituximab.
Kombination av anti-CCP med andra serologiska markörer som reumatoid faktor, 14-3-3η (YWHAH) ökar inte bara den diagnostiska fångsthastigheten utan kan tillsammans med akutfasreaktanter antingen vid tidig sjukdom eller vid diagnostillfället vara användbar för att förutsäga framtida resultat.